# Los Bólidos
Los Bólidos va ser un grup musical, actiu entre 1979 i 1982, fundat a Madrid (Espanya) per Isabel San Gabino (guitarra) i integrat per Antonio Siegfried (guitarra), Javier Gutierrez (baix), Carmen Madirolas (veu), Carlos Durant (bateria) i Merche Valentin (cors). Inicialment es van dir Los Rebeldes de Madrid. Van formar part de l'anomenada Nueva Ola Madrilenya, que després passaria a denominar-se La Movida. Van gravar els seus temes en estudi i en directe, editant un disc en 1983 que contenia, entre d'altres, el tema "Ráfagas", que ha estat versionat per diversos artistes.